# Deracantha szelegiewiczi
Deracantha szelegiewiczi is een rechtvleugelig insect uit de familie sabelsprinkhanen (Tettigoniidae). De wetenschappelijke naam van deze soort is voor het eerst geldig gepubliceerd in 1970 door Bazyluk.